# ベンゲラ鉄道

アンゴラの鉄道網 (交流版)
1067mm軌道, 610mm軌道

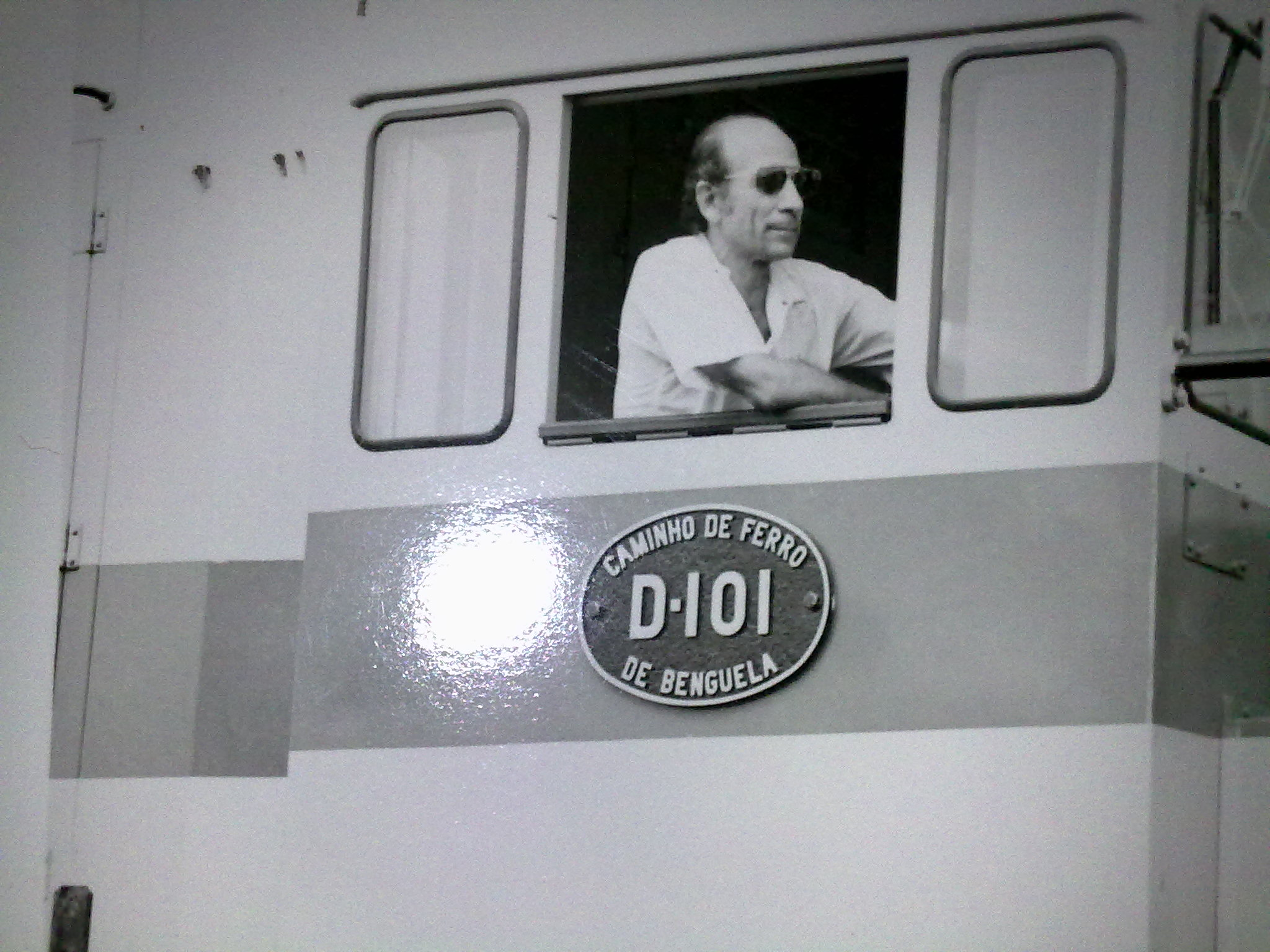
1973年のCFBディーゼル機関車

ベンゲラ鉄道（ベンゲラてつどう）は、アンゴラの大西洋岸にある港町ロビトとコンゴ民主共和国のルアラバ州を結ぶ鉄道。全長1,344km、軌間は1067mmの狭軌である。カッパーベルトと海を結び、ザンビアやコンゴ民主共和国の重要な輸出経路となっていたが、アンゴラ内戦により破壊され、運行停止に追い込まれた。21世紀に入ると中国の援助により復旧を果たした。

## 歴史
20世紀初頭、カタンガでユニオン・ミニエール社が銅山開発を本格化した際、銅を輸出するための最短経路として計画された。1902年に着工し、1929年全通。以降運行を続けていたが、1975年にアンゴラ内戦が勃発するとアンゴラ解放人民運動（MPLA）、アンゴラ全面独立民族同盟 (UNITA) による攻撃を受け、各地で線路が寸断。全線で運転休止となった。
21世紀に入ると中華人民共和国の支援が行われ、工事の設計から施工、資材や車両の調達まで、全て中国企業である中国鉄建による丸抱えの復旧工事が行われ、2014年8月に全線開通。総工費は18億3,000万ドル。設計速度は運転休止以前の30km/hから最高90km/hに引き上げられ、年間2,000万トンの貨物と400万人の乗客を輸送できる能力を有することとなった。
2015年2月の開通式典においては、コンゴ民主共和国のジョゼフ・カビラ大統領、アンゴラのジョゼ・エドゥアルド・ドス・サントス大統領、ザンビアのエドガー・ルング大統領がテープカットを行った。
2019年7月、同様に中国が建設したタンザン鉄道と連結し、大西洋とインド洋を結ぶアフリカ大陸横断鉄道が開通した。

## 路線データ

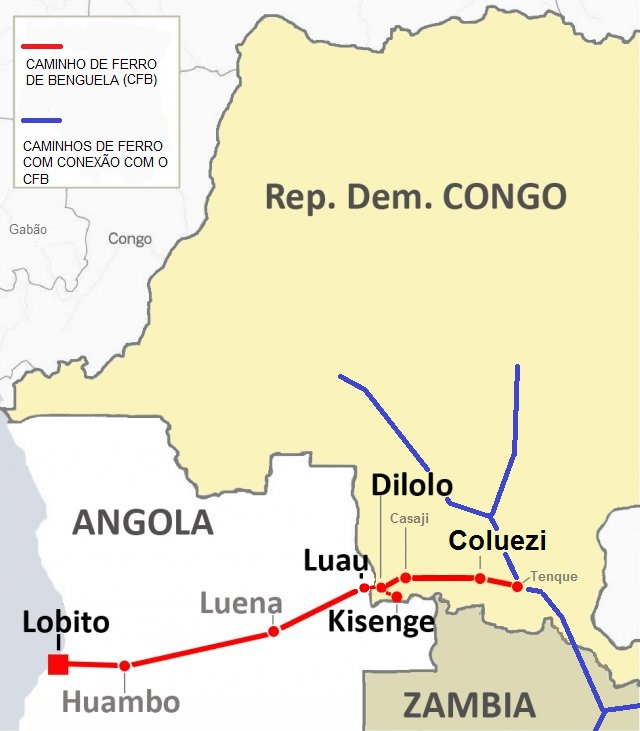
路線図

主要駅
- ロビト　起点
- ベンゲラ - 起点より33km
- ウアンボ - 起点より423km
- クイト
- ルエナ
- コルヴェジ（コンゴ民主共和国）
- テンケ（英語版）